# 朱湘 (嘉靖進士)
朱湘（1531年—？），字子清，浙江金華府義烏縣人，民籍，明朝政治人物。

## 生平
嘉靖三十一年（1552年）壬子科浙江鄉試第十五名舉人。嘉靖三十八年（1559年）中式己未科會試第七名，三甲第一百一十九名進士。授江陵县知县。

## 家族
曾祖朱壽；祖父朱瓊；父朱鴻，母宗氏；繼母王氏。具庆下。兄汀、涇、瀛。弟淞、汴。